# Élément à phase constante
L'élément à phase constante, souvent abrégé en CPE (Constant Phase Element), est un composant de circuit électrique servant à modéliser le comportement en fréquences d'une capacité imparfaite, telle que la double couche électrique rencontrée à l'interface entre une électrode et un électrolyte. 
L'expression de l'impédance d'un tel élément présente une phase constante, si bien que la résistance (0°) et la capacité idéale (-90°) peuvent être considérés comme des CPE.
On utilise notamment ce modèle d'impédance lors de l'étude de circuits électrochimiques réels au moyen d'une spectroscopie d'impédance électrochimique, où ces impédances interviennent dans le cadre du fitting de la mesure avec un circuit équivalent.

## Expression
L'impédance d'un CPE s'exprime ainsi : 
{\displaystyle Z_{CPE}={\frac {1}{Q_{0}(j\omega )^{\alpha }}}}
où ω est la pulsation, Q0 l'admittance à ω = 1 rad.s-1, et α un réel compris entre 0 et 1. 
On peut noter qu'à α = 0, l'impédance correspond à celle d'une résistance, tandis qu'à α = 1 on retrouve celle d'une capacité idéale. Enfin, en appliquant α = 0.5, on trouve l'expression d'une impédance de Warburg.

## Domaine temporel
La réponse temporelle des CPE fait l'objet de recherches notamment dans l'étude des batteries où elle peut servir à déterminer les paramètres nécessaires pour produire des modèles de batterie plus précis. 
L'impédance donnée plus haut conduit dans le domaine temporel à une équation aux dérivées fractionnaires du type :
{\displaystyle i(t)=Q{\frac {d^{\alpha }v(t)}{dt^{\alpha }}}}